# Michael Kraus
Micheal Kraus (Gladbeck, 26 settembre 1955) è un ex nuotatore tedesco occidentale.

## Carriera
Fortemente specializzata nella farfalla, annovera nel proprio palmarès una medaglia di bronzo ai Giochi Olimpici ed una d'oro agli europei.

## Palmarès
- Giochi olimpici estivi

Montreal 1976: bronzo nella 4x100m misti.
- Europei

Jönköping 1977: oro nei 200m farfalla e nella 4x100m misti.
- Universiade

Sofia 1977: oro nei 200m farfalla.
Città del Messico 1979: argento nei 200m farfalla.